# Carlo Chenis
Carlo Chenis (20 de abril de 1954 - 19 de março de 2010) foi um bispo católico italiano.